# Poul Rosenørn Gersdorff
Poul Rosenørn Gersdorff (født 8. november 1743 på Vosnæsgård, død 10. juni 1810) var en dansk stiftamtmand.
Han var søn af konferensråd, amtmand Christian Frederik von Gersdorff og Antoinette Margrethe f. Rosenørn (1. maj 1717 – 27. oktober 1752), studerede ved Sorø Akademi, blev 1761 hofjunker, 1763 sekondløjtnant ved det oldenborgske Kyrasserregiment, 1764 premierløjtnant sammesteds, samme år ritmester ved det daværende Husarregiment og ved regimentets reduktion 1767 ritmester ved jyske Kyrasserregiment, hvorfra han 1770 afskedigedes efter eget ønske. 
1769 blev han kammerjunker, 1776 kammerherre, udnævntes 1777 til amtmand over Kalø Amt og 1793 til amtmand over Randers Amt. Samme år blev han Ridder af Dannebrog og 1799 stiftamtmand over Fyens Stift samt amtmand over Odense Amt med Dalum, Rugaard og St. Knuds Amter. 1808 afskedigedes han og udnævntes samtidig, da han ikke ønskede at få nogen pension, til gehejmekonferensråd. 
Han døde almindelig agtet og afholdt, og han skildres som en nidkær, retskaffen og duelig embedsmand. Han ejede Vosnæsgård, men solgte den 1808. Han blev gift 1. gang 19. februar 1770 med Georgine Wilhelmine de Pogrell (f. 14. april 1746 d. 4. maj 1775), 2. gang 6. september 1779 med Anna Rebecca von Pflueg (f. 27. august 1734 d. 16. august 1808).